# Animalize
Animalize är hårdrocksgruppen Kiss tolfte studioalbum, utgivet den 17 september 1984. Det är det enda albumet med Mark St. John på sologitarr. Låten "Heaven's on Fire" blev en stor hit. I USA blev detta Kiss bästsäljande album under 1980-talet. I Sverige fick de en guldskiva för mer än 50 000 sålda exemplar.

## Låtförteckning
| 1. | I've Had Enough (Into the Fire) | Stanley | 3:52 |
| 2. | Heaven's on Fire                | Stanley | 3:21 |
| 3. | Burn Bitch Burn                 | Simmons | 4:42 |
| 4. | Get All You Can Take            | Stanley | 3:44 |
| 5. | Lonely Is the Hunter            | Simmons | 4:28 |

| 6.           | Under the Gun         | Stanley      | 4:01  |
| 7.           | Thrills in the Night  | Stanley      | 4:21  |
| 8.           | While the City Sleeps | Simmons      | 3:41  |
| 9.           | Murder in High-heels  | Simmons      | 3:52  |
| Total längd: | Total längd:          | Total längd: | 35:42 |

## Medverkande
- Gene Simmons – basgitarr, sång
- Paul Stanley – kompgitarr, sång
- Mark St. John – sologitarr
- Eric Carr – trummor